# Јаник Грин
Јаник Грин Крејберг (дан. Jannick Green Krejberg; Лемвиг, 29. септембар 1988) професионални је дански рукометаш и репрезентативац Данске који тренутно игра за француског прволигаша Париз Сен Жермен на позицији голмана.
Грин је своју каријеру је започео 2007. у данском клубу Лемвиг−Тиборен, одакле је 2008. године прешао у Олборг са којим је 2010. освојио првенство Данске. Од 2011. наступао је за Бјерингбро−Силкеборг када је 2014. напустио данско првенство и прешао у Бундеслигу Немачке потписавши за Магдебург. Са Магдебургом је 2021. освојио ЕХФ Лигу Европе. На лето 2022. постао је нови играч Париз Сен Жермена.
За репрезентацију Данске дебитирао је 2007. године, са којом је освојио је злато на Олимпијским играма 2016. и Светском првенству 2019, те сребро на Светском првенству 2013. и Европском првенству 2014. године.

## Клупски профеји

### Олборг
- Првенство Данске: 2010.

### Магдебург
- ЕХФ Лига Европе: 2021.
- Куп Немачке: 2016.